# Brestovo (Despotovac)
Brestovo es un pueblo ubicado en la municipalidad de Despotovac, en el distrito de Pomoravlje, Serbia.

## Superficie
Posee una superficie de 8,432 kilómetros cuadrados.

## Demografía
Hasta 2011 la población era de 334 habitantes, con una densidad de población de 39,61 habitantes por kilómetro cuadrado.